# Onze monodies
Les Onze monodies, op. 216, sont une œuvre pour instruments à vent de Charles Koechlin composée en 1947 et 1948.

## Présentation
Les Onze monodies, composées en mai 1947 et complétées en mai 1948, sont une œuvre de Charles Koechlin qui consiste en onze monodies destinées à des instruments à vent divers seuls. Les huit premières pièces sont pour clarinette en la seule, la neuvième pour clarinette en si  seule, la dixième pour hautbois d'amour seul ou clarinette ou saxophone soprano, et la onzième pour cor anglais seul.
Les partitions sont publiées par Eschig.
La monodie no 10, Le repos de Tityre, est créée le 17 juin 1982 par Jacques Desloges au saxophone soprano lors du Festival Koechlin au château de Ville-d'Avray.

## Structure
Les Onze monodies, qui portent le numéro d'opus 216 dans le catalogue des œuvres de Charles Koechlin, sont :
1. Le faune (pour clarinette en la)
2. Le soir (pour clarinette en la)
3. La mer aux bruits innombrables (pour clarinette en la)
4. Pastorale (pour clarinette en la)
5. La chasse d'Artémis (pour clarinette en la)
6. Idylle (pour clarinette en la)
7. Chant funéraire (pour clarinette en la)
8. Martial (pour clarinette en la)
9. Monodie (pour clarinette si )
10. Le repos de Tityre (pour hautbois d'amour ou clarinette ou saxophone soprano)
11. Monodie (pour cor anglais)

Concernant quelques-unes des monodies, le musicologue Robert Orledge relève que « la clarinette est sollicitée sur toute l'étendue de son registre dans la danse extatique du faune [dans Le Faune], atmosphère que l'on retrouve dans La Chasse d'Artémis. Rarement Koechlin aura restitué l'agitation d'une tempête en mer avec une intensité aussi dramatique que celle que nous entendons [dans La Mer aux bruits innombrables]. La pièce pastorale Le Repos de Tityre conclut magnifiquement [pour la clarinette] ce recueil, avec une phrase finale qui distille son essence à la perfection ».

## Discographie
- Charles Koechlin : Chamber Works for Oboe, Le repos de Tityre et Monodie pour cor anglais op. 216, Lajos Lencsés (hautbois d'amour et cor anglais), CPO, 1999.
- Koechlin : Complete music for saxophone, CD 1, Le repos de Tityre, David Brutti, saxophone soprano, Brilliant Classics 9266, 2012.
- Charles Koechlin : Musique de chambre, CD 1, Le Faune, Le Soir, La Mer aux bruits innombrables, La Chasse d'Artémis et Le Repos de Tityre, Dirk Altmann (clarinette), SWR Music SWR19047CD, 2017[4],[5].

### Monographies
- Aude Caillet, Charles Koechlin : L'Art de la liberté, Anglet, Séguier, coll. « Carré Musique », 2001, 214 p. (ISBN 2-84049-255-5).
- Robert Orledge, Charles Koechlin (1867-1950) His Life and Works, Harwood Academic Publishers, 1989, 457 p. (ISBN 3-7186-4898-9).